# Jusuf Prazina
Jusuf „Juka“ Prazina (7. září 1963 – 4. prosince 1993) byl bosenský člen organizovaného zločinu a válečník během bosenské války.
Prazina už jako problémový teenager údajně pobýval v různých věznicích a nápravných zařízeních bývalé Jugoslávie. V 80. letech se zapojil do organizovaného zločinu a nakonec vedl svůj vlastní vyděračský gang sídlící v okolí bydliště v městské části Centar.
S počátkem obléhání Sarajeva v roce 1992 Prazina rozšířil svůj gang na účinnou polovojenskou bojovou sílu zvanou Jukovi vlci. Tato síla byla ústředním bodem v úsilí proti obléhající armádě Republiky srbské (VRS) a za svůj příspěvek k obraně města byl odměněn jmenováním do čela vládních speciálních jednotek. Prazina se ale pro armádu Republiky Bosna a Hercegovina ukázal být problematický.
Po vydání zatykače v říjnu se Prazina přesunul na horu Igman a koordinoval útoky proti silám ARBiH až do své konečné porážky a vyhoštění v lednu následujícího roku. Prazina se přestěhoval do Hercegoviny, kde se spojil s Chorvatskou radou obrany a proti civilistům v regionu spáchal četné zločiny. O několik měsíců později z Bosny a Hercegoviny odešel do Chorvatska a žil na dalmatském pobřeží, než procestoval řadu evropských zemí, kde se nakonec usídlil v Belgii.
31. prosince 1993 byl nalezen mrtvý v kanálu poblíž německých hranic dvěma stopaři. V roce 2001 byly odtajněny dokumenty popisující válečné rozhovory mezi tehdejším prezidentem Chorvatska Franjo Tuđmanem a předsedou chorvatského parlamentu Stjepanem Mesićem. V jedné části těchto dokumentů Mesić odhalil své podezření, že za Prazinovu smrtí stojí bosenští Chorvati. Nejkonkrétnější souvislosti pocházely z neúspěšného šestiletého vyšetřování Bavorské kriminální policie.